# 769
769 (DCCLXIX) var ett normalår som började en söndag i den julianska kalendern.

## Händelser

### Okänt datum
- Påve Stefan III kallar till sitt råd; reglerna för påveval ändras och hyllandet av ikoner bekräftas.
- Klostret i St. Maelruan bildas.

## Födda
- Egbert, kung av Wessex 802–839 (född detta år eller 771).

## Avlidna
- Konstantin II, motpåve 767–768.